# Генрі Ройс
Фредерік Ге́нрі Ройс (англ. Frederick Henry Royce) (27 березня 1863—22 квітня 1933) — британський промисловець, конструктор моторів та автомобілів, що заснував разом з Чарльзом Роллсом компанію «Rolls-Royce».
Генрі Ройс народився п'ятою дитиною в родині Джеймса Ройса — мельника, який працював на орендованому млині. Справа йшла погано, сім'я переїхала в Лондон, а в 1872 батько помер. Ройс, відучившись всього один рік в школі, заробляв гроші рознесенням газет і телеграм. У 1878 за допомогою тітки хлопчик влаштувався підмайстром в залізничні майстерні в Пітерборо. Три роки по тому він повернувся в Лондон, працював на електричну компанію, з 1882 працював електриком у Ліверпулі. У 1884, накопичивши 20 фунтів стерлінгів, Ройс спільно з Ернестом Клермонтом заснував майстерню з виробництва електроприладів. У 1894 році була заснована компанія з виробництва підйомних кранів FH Royce & Company, що у 1899 розмістила акції на біржі і побудувала фабрику в Олд Траффорді. Крани, спроектовані Ройсом, випускалися і після його смерті — аж до 1964 року.
Свій перший автомобіль, De Dion, Ройс придбав у 1901 році, після цього — автомобіль Décauville; незадоволений французькою якістю, в 1904 він побудував автомобіль за власним проектом. З трьох автомобілів, зібраних Ройсом, один дістався його партнерові, Генрі Едмундсу, який звів Ройса з спортсменом та бізнесменом Чарльзом Роллсом. У грудні 1904 Ройс виробив перший автомобіль під маркою «Rolls-Royce 10 hp» який продавався через компанію Роллса. В квітні 1906 року була створена компанія Rolls-Royce Limited та в листопаді того ж року було офіційно розпочато виробництво автомобіля «Silver Ghost», який вироблявся з поліпшеннями протягом 19 років.
У 1911 здоров'я Ройса різко погіршилося, в 1912 він переніс операцію, яка вважалася безнадійною, але вижив і повернувся до активного життя, проте вже не міг відвідувати заводські цехи. До самого кінця він особисто інспектував всі креслення, створювані конструкторами Rolls-Royce.
З початком Першої світової війни Ройс зосередився на авіаційних двигунах. Він створив першим двигун «Eagle», за ним — «Hawk», далі «Falcon» та «Condor». Більше половини літаків союзників використовували двигуни, розроблені Ройсом. Після війни був створений двигун «Kestrel», а також двигун «R» для перегонів на приз Шнейдера 1929 та 1931 років. На основі двигуна «R» був сконструйований двигун «Rolls-Royce Merlin», який широко використовувався у військових літаках Другої світової війни — британських Харрієрах та Спітфайрах. Цей двигун вважався дуже важливим для ведення війни тому для нього було знайдено альтернативного виробника — компанію Packard в США. Вироблені в США двигуни «Packard V-1650» використовувались у винищувачах P-51 Мустанг.
За мотори Rolls-Royce — основу британської авіації в роки Першої світової війни Ройс отримав Орден Британської імперії. 26 червня 1930 року Ройс отримав звання баронета за послуги британській авіації.
Він помер у своєму будинку у Вест-Віттерінгу 22 квітня 1933 року.